# Église San Giovanni Nuovo
L'église San Giovanni Nuovo (en vénitien San Zaninovo; Saint-Jean-Nouveau) est une église catholique de Venise, en Italie.

## Localisation
L'église San Giovanni Nuovo est située dans le sestiere de Castello.

## Historique
L'église de San Giovanni Nuovo (San Zaninovo) fut ainsi nommée, mais elle fut dédiée à San Giovanni in Olio, du fait que Saint-Jean fut torturé dans de l'huile bouillante. Elle fut érigée aux frais de la famille Trevisan en 968 et reconstruite au début du XVe siècle et consacrée en 1463. Elle reçut alors le particule Novo. Elle fut restaurée de nouveau en 1520.  
Au milieu du XVIIIe siècle, elle fut reconstruite d'après le plan de Matteo Lucchesi, qui prétendit y corriger les défauts du Rédempteur (de Palladio), et fut ainsi appelée Redentoro redento. La façade n'est pas terminée. 
Cette paroisse devint en 1808 succursale de San Marco et en 1810 de San Zaccaria.

## Description
Une simple nef avec un chœur carré et un plafond en forme de baril ; une paire d'autels sur chaque côté. Le retable est une peinture de Saint-Jean l'Évangéliste dans un Chaudron d'huile bouillante par Francesco Maggiotto.
Le campanile avait une grande structure impressionnante avec un tambour octogonal et une flèche. Cette tour a été démolie en 1762 et remplacée par un campanile de style romain par Matteo Lucchesi.